# Table des Trois Rois
Ne doit pas être confondu avec Pic des Trois Rois.
La Table des Trois Rois, ou Mesa de los Tres Reyes en espagnol, ou Hiru Erregeen Mahaia en basque, ou Meseta d'os Tres Reis en aragonais, ou Taula deths Tres Reis en gascon, est un sommet des Pyrénées d'une altitude de 2 421 m. Selon les cartes, il se trouve sur ou immédiatement à l'est de la frontière entre l'Espagne et la France.

## Toponymie
La table doit son nom à sa localisation à la jonction des royaumes médiévaux de Navarre, d'Aragon et de France (Béarn).

## Géographie
Le sommet se situe à la jonction des communautés autonomes de Navarre et d'Aragon et de la région Nouvelle-Aquitaine.

### Topographie
Il forme une antécime du pic des Trois Rois (2 446 mètres) situé 360 mètres au nord-ouest.